# Louise de Stolberg-Gedern (1764-1834)
Louise de Stolberg-Gedern (13 octobre 1764 – 24 mai 1834), est une noble allemande, membre de la Maison de Stolberg et par ses deux mariages duchesse de Saxe-Meiningen et de Wurtemberg.
Née à Gedern, elle est la deuxième enfant de Christian-Charles de Stolberg-Gedern et son épouse la comtesse Éléonore de Reuss-Lobenstein. Elle est née trois mois après la mort de son père, le 21 juillet 1764.

## Biographie
À Gedern le 5 juin 1780, Louise épouse Charles de Saxe-Meiningen. Leur union sans enfant n'a duré que deux ans, jusqu'à la mort de Charles-Guillaume, le 21 juillet 1782.
Cinq ans plus tard, le 21 janvier 1787 à Meiningen, Louise épouse en secondes noces Eugène-Frédéric de Wurtemberg, le troisième enfant de Frédéric-Eugène de Wurtemberg et le frère du roi Frédéric Ier de Wurtemberg. Ils ont cinq enfants:
- Eugène de Wurtemberg (1788-1857) (Oleśnica [Öls], 18 janvier 1788 – Carlsruhe [Pokój], Silésie, 16 septembre 1857), épouse en 1817 la princesse Mathilde de Waldeck-Pyrmont, marié en secondes noces, en 1827, à Hélène de Hohenlohe-Langenbourg.
- Frédérique Sophie Dorothée Marie-Louise de Wurtemberg (Oleśnica, 4 juin 1789 – Slawentzitz, 26 juin 1851), épouse en 1811 Auguste de Hohenlohe-Öhringen.
- Frédéric Charles Georges Ferdinand de Wurtemberg (Oleśnica, 15 juin 1790 – Oleśnica, 25 décembre 1795).
- Charles-Frédéric-Henri de Wurtemberg (Oleśnica, 13 décembre 1792 – Carlsruhe, 28 novembre 1797).
- Paul-Guillaume de Wurtemberg (Carlsruhe, 25 juin 1797 – Mergentheim, 25 novembre 1860), marié en 1827 à la princesse Marie-Sophie de Tour et Taxis.

Louise est décédée à Carlsruhe (maintenant Pokój), Silésie, âgé de soixante-neuf ans, après avoir survécu à son second mari et deux de ses enfants.